# Lokomotivfabrik Hohenzollern

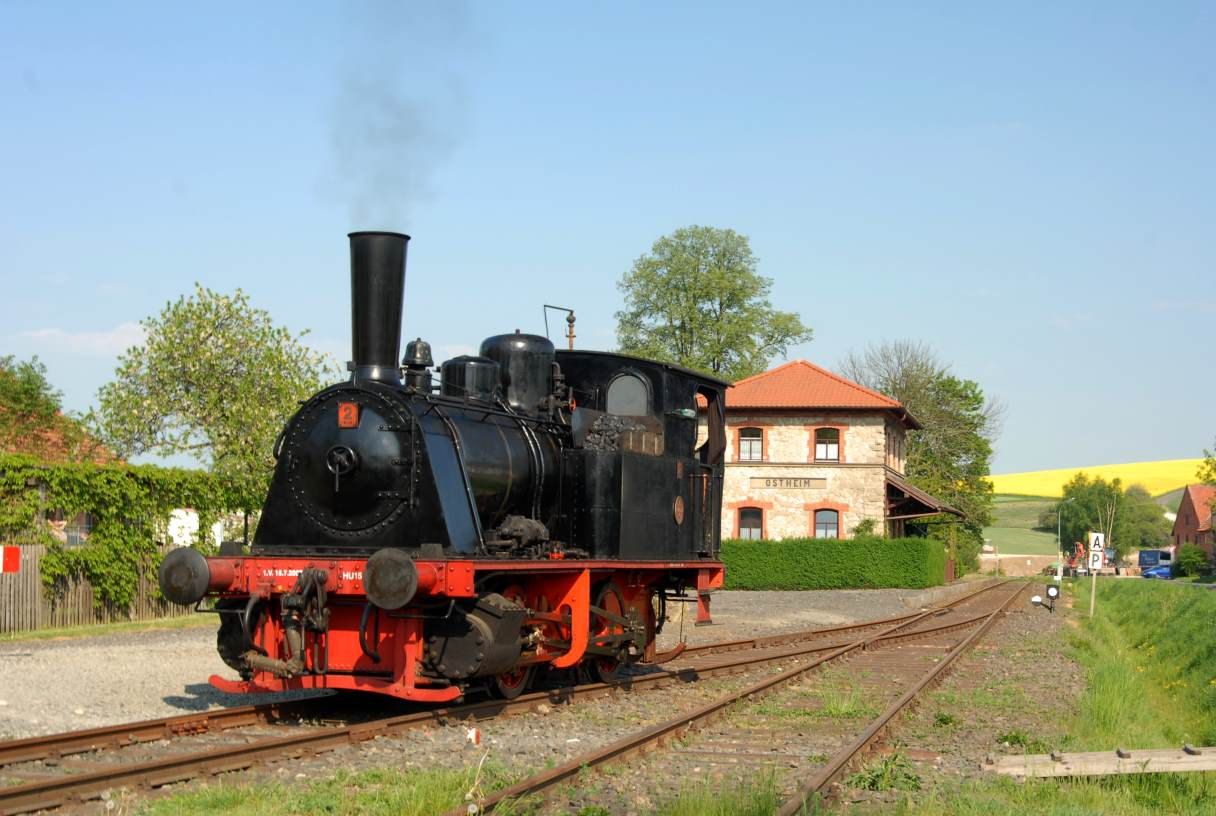
Une locomotive de Lokomotivfabrik Hohenzollern restaurée (2007).

Lokomotivfabrik Hohenzollern est une société allemande créée en 1872. Elle était implantée à Düsseldorf, dans le quartier de Grafenberg, avec pour vocation la construction de locomotives à vapeur. 

## Histoire
La fabrication des machines est axée sur de petite série, avec comme clients principaux les industries, les chemins de fer secondaires et les tramways. Lokomotivfabrik Hohenzollern livre quand même des machines pour les grands réseaux allemands et certaines de ses réalisations se retrouvent ensuite sur le sol français.
En effet, après la Première Guerre mondiale, la commission d'armistice préleva au titre des dédommagements de guerre des machines dans les réseaux allemands en ne tenant compte que de l'état d'usure de la bande de roulement du train de roues motrices.
Un certain nombre de machines furent aussi fournies à l'industrie privée, par exemple aux chemins de fer de De Wendel.
Lokomotivfabrik Hohenzollern construisit également la première machine dotée de la surchauffe en 1902, avec des éléments de type « Schmidt ». Pour l'industrie privée, des machines sans foyers furent également construites.
En 1929, Lokomotivfabrik Hohenzollern a fait faillite et son activité a été reprise par la société Krupp.